# Grüngeckos
Die Grüngeckos oder Grüne Baumgeckos (Naultinus) sind eine neuseeländische Gattung der Doppelfingergeckos (Diplodactylidae). Sie sind nahe mit den Neuseeländischen Braungeckos (Hoplodactylus) verwandt.

## Erscheinungsbild
Alle Neuseeländischen Grüngeckos sind überwiegend grün oder grünlich gefärbt. Auf diesem grünlichen Grunde sind die meisten Arten mit hellen, weißlichen oder gelben, Flecken oder Streifen gezeichnet, welche in manchen Fällen dunkler umrahmt sind. Die Geschlechter unterscheiden sich teilweise in Farbton oder Zeichnung. Die grüne Färbung dient ihnen vermutlich als Tarnung in der Vegetation. In manchen Arten treten auch gelblich gefärbte Individuen auf. Im Gegensatz zu den Braungeckos (Hoplodactylus) können Grüngeckos ihre Körperfarbe nicht ändern. Allerdings unterscheidet sich bei einigen Arten die Färbung der Jungtiere leicht von der der Erwachsenen.
Die Körper-Unterseite ist in der Regel deutlich heller gefärbt als die Oberseite.
Der Mund ist innen in vielen Arten auffällig gefärbt, beispielsweise blau, rot oder gelb.
Der Schwanz kann in begrenztem Maß als Greiforgan eingesetzt werden, und er kann von seinem Träger auch abgeworfen werden.
Die Zehen der Grüngeckos sind verhältnismäßig schlank.
Die maximale Kopf-Rumpf-Länge liegt je nach Art zwischen 6 cm und 10 cm, die Schwanzlänge beträgt meist etwa 10 cm.

## Verbreitung und Lebensraum
Die Gattung Naultinus kommt nur in Neuseeland vor, und zwar auf beiden Hauptinseln. Dort leben ihre Vertreter vorwiegend in Wäldern und Buschland.
Alle Arten sind allopatrisch, das heißt, ihre Verbreitungsgebiete überschneiden sich nicht.

## Lebensweise und Verhalten
Die Grüngeckos halten sich überwiegend auf Bäumen und/oder Sträuchern auf, verbergen sich aber beispielsweise bei schlechtem Wetter auch in Schründen.
Manche Arten jagen überwiegend nachts, andere hingegen sind hauptsächlich tagaktiv. Wahrscheinlich hängt dies unter anderem vom Klima im Verbreitungsgebiet der jeweiligen Art und vom aktuellen Wetter ab. Wohl alle Arten sonnen sie sich häufig am Tage.
Beim Klettern nutzen die Grüngeckos ihren Schwanz zumindest in gewissem Ausmaß als Greiforgan. Sie können ihren Schwanz auch abwerfen, tun dies aber nicht leichtfertig.
Wie viele Gecko-Arten verständigen sich Grüngeckos häufig über Laute. Die gewöhnlichen 'Plauder'-Laute klingen ungefähr wie zwitschern, tschilpen, schnattern. Daneben stoßen sie aber unter Umständen auch einen Warn- oder Schreckschrei aus, welcher wie Bellen oder Quaken klingen soll. Dieser dient in Verbindung mit dem bunten Mundinneren zur Abschreckung von Fressfeinden.
Gilt es zu fliehen, so springen zumindest manche Arten vom Gehölz oder lassen sich von ihm fallen und bringen sich am Boden in Sicherheit.

## Nahrung
Die Grüngeckos ernähren sich jagend insbesondere von Gliedertieren. Zur bevorzugten Beute vieler Arten gehören Kerbtiere.

## Fortpflanzung
Die Weibchen bringen nach einer Tragzeit von z. B. 10 bis 12 Monaten meist ungefähr im Herbst zwei lebende Junge zur Welt. Genaugenommen sprengen die Jungen während der Geburt ihre Eihüllen. Dies wird als Ovoviviparie bezeichnet. Die Junggeckos sind meist etwa 6 cm bis 7 cm lang und sofort auf sich selbst gestellt, und sie nehmen auch von Anbeginn selbständig Nahrung auf. Bei einigen Arten sind die Jungen zunächst leicht anders gefärbt als die Erwachsenen. In diesen Fällen nehmen die Tiere in einem Alter von etwa anderthalb Jahren ihr Adultkleid an.

## Arten
Die Gattung Naultinus wird gegenwärtig in neun Arten unterteilt.
- Auckland-Grüngecko (Naultinus elegans Gray, 1842)
- Naultinus flavirictus Hitchmough, Nielsen, Lysaght & Bauer, 2021
- Schmuck-Grüngecko (Naultinus gemmeus (McCann, 1955))
- Nordland-Grüngecko (Naultinus grayii Bell, 1843)
- Marlborough-Grüngecko (Naultinus manukanus (McCann, 1955))
- Wellington-Grüngecko (Naultinus punctatus Gray, 1843)
- Rauher Grüngecko (Naultinus rudis (Fischer, 1881))
- Nelson-Grüngecko (Naultinus stellatus Hutton, 1872)
- Westküsten-Grüngecko (Naultinus tuberculatus (McCann, 1955))
- Der Lewispass-Grüngecko (Naultinus poecilochlorus (Robb, 1980)) wird als Synonym von N. tuberculatus angesehen.[1]